# Třemšín (hrad)
Třemšín byl hrad, nacházející se na stejnojmenné hoře Třemšín v jižní části středočeského pohoří Brdy, 7 km od Rožmitálu pod Třemšínem. Z hradu se zachovaly zbytky středověkého opevnění v romantické úpravě. Název hradu i vrcholu pochází od střemchy, která zde roste. Barvitější lidový výklad odkazuje na tři zlaté šíny – zlaté pruty, které podle jedné z mnoha místních pověstí tvoří poklad ukrytý v hradní studni. Zbytky hradu jsou chráněny jako kulturní památka České republiky.

## Historie
V 10. století stávala na Třemšíně dvě opevněná hradiště. Kolem roku 1200 založil rod Buziců gotický hrad. Prvním známým pánem hradu je roku 1349 Beneš z Třemšína, roku 1389 Hroch z Třemšína a koncem 14. století Diviš z Třemšína a jeho synové Herš a Jodok Zajíc. Po zmizení hradního pána Jodoka a Heršově smrti daroval král Václav IV. roku 1403 hrad jako odúmrť Janu Zajíci z Třemšína. V následujících letech se zde vystřídalo několik majitelů. V roce 1408 se zde objevuje nové jméno Hroch z Maršovic. Podle Augusta Sedláčka by to mohl být nepřítel pánů z Třemšína, který se sídla násilně zmocnil, aby je změnil v loupežnické doupě. Odpovídal by tomu i list zaslaný Jindřichem z Rožmberka králi Václavovi roku 1410. Píše se v něm že na Třemšíně se shromažďují lupiči, kteří odtud škodí majetku kláštera v Nepomuku. Král však odpověděl, že mu dosud taková zpráva z Nepomuku nepřišla. V době husitských válek se na hrad vrátil katolík Jan Zajíc a roku 1424 byl hrad dobyt a vypleněn husity. Ještě v letech 1436–1446 jej obýval Mikuláš Vepř řečený Svinda, ten byl zchudlým šlechticem, živícím se válečním řemeslem v cizích službách. Poté hrad zpustl.
Zdeněk Lev z Rožmitálu získal roku 1528 od krále Ferdinanda I. povolení k obnovení hradu, ale obnova se z finančních důvodů neuskutečnila. Kolem roku 1800 nechal arcibiskup Salm upravit cesty (tzv. Salmova cesta) i samotný vrchol Třemšína kamennými valy, čímž byl však nenávratně zničen původní stav hradiště.

## Pověsti
Když hrad v roce 1420 dobývali husité, hrad Třemšín dobře odolával. Palba z děl byla bezvýsledná. Po několik dnech obléhání již útočící strana neměla žádné střelivo. Jan Žižka už prý chtěl upustit od dalšího dobývání, když jeden voják nabral plnou přilbu lískových oříšků a naplnil jimi hlaveň děla. Vypálil proti hradní věži, která se porušená předchozí palbou, zřítila. Lískové oříšky pak napadaly do rozvalin hradu a další rok z nich vyrostly lískové keře s oříšky, které prý mají podobu husitské přilby. Jiná pověst vypráví o stejné události, jak z hradu utíkala dcera hradního pána. Utíkala před Žižkovými vojsky tajnou chodbou, která ústila na jižním svahu Třemšína. Když se v úprku přes hvožďanská pole ohlédla a uviděla hořící hrad, upustila klíče od tajné chodby. K večeru děvče doběhlo až k velikému rybníku, když se najednou přihnal prudký vít. Strhl jí z hlavy zlatou korunku, která spadla na hladinu rybníka. V tu noc dívka zmizela a o dalším jejím osudu se už nikdo nic nedozvěl. Mnozí se domnívali, že vyčerpaná dívka uklouzla na hrázi a spadla do rybníka kde se utopila. U Hvožďan se od té doby říká místu, kde dcera majitele hradu ztratila klíče, Na klíčích a rybník dostal jméno Zlatohlav.